# マーシャル博士の恐竜ランド
『マーシャル博士の恐竜ランド』（マーシャルはかせのきょうりゅうランド、原題: Land of the Lost）は、2009年のアメリカ映画。1970年代に放送されたテレビシリーズ『Land of the Lost』の映画化作品。

## ストーリー
科学者リック・マーシャルはタイムワープを研究し、未知なる世界の存在を信じている。しかし、マーシャルの学説は学会からは全く相手にされず、テレビ番組の司会者からも馬鹿にされる始末だった。
マーシャルの学説がお笑い種として世間から嘲笑される中、若い女性科学者ホリーはマーシャルの学説を信じ、研究をサポートする。やがてタイムワープの装置が完成し、二人はギフトショップ店主兼ツアーガイドのウィルを巻き込みながら時空の旅に出る。

## キャスト
※括弧内は日本語吹き替え
- リック・マーシャル博士 - ウィル・フェレル（ケンドーコバヤシ）
- ホリー・カントレル - アンナ・フリエル（ちすん）
- ウィル・スタントン - ダニー・マクブライド（堀内賢雄）
- チャカ - ヨーマ・タコンヌ（佐藤せつじ）
- エニック - ジョン・ボーイラン（石塚運昇）
- ザ・ザーンの声 - レナード・ニモイ（菅生隆之）

## 評価
ディズニーやソニーと映画化権を争い、1億ドルの製作費がかけられたにもかかわらず、北米興行収入は5000万ドルにも満たなかった。そのため、ユニバーサルでは重役の首が2つ飛んだと言われる。
第30回ゴールデンラズベリー賞ではワースト作品賞を含む7部門にノミネートされ、うちワーストリメイク及び続編賞を受賞した。